# Жао Вэйхуэй
Жа́о Вэйхуэ́й (кит. упр. 饶伟辉, пиньинь Ráo Wěihuī; род.25 марта 1989) — китайский футболист, защитник клуба «Бэйцзин Жэньхэ» и национальной сборной Китая.

## Клубная карьера
Жао Вэйхуэй дебютировал в 2008 году за клуб Суперлиги «Шэньси Чаньба» после того, как выпустился из футбольной академии клуба. Вышел на поле 9 апреля 2008 года, а команда сыграла вничью 0-0 с клубом «Шэньчжэнь Шанцинъинь» и получил высокие оценки от тренера Чэн Яодуна. Несмотря на поддержку тренера, клуб в сезоне 2009 года боролся за выживание, в итоге Чэн покинул команду, а Жао в течение сезона получал немного игрового времени. Однако уже в следующем сезоне новый тренер Чжу Гуанху решил попробовать Жао на новой позиции, переведя его из полузащиты в защиту, где он стал полноценным игроком обороны. До сезоне 2012 года Жао оставался в «Шэньси», а также переехал с клубом в Гуйчжоу и пережил смену названия.

## Достижения
Гуйчжоу Жэньхэ
- Обладатель Кубка КФА: 2013
- Обладатель Суперкубка КФА: 2014